# 藤原為信
藤原 為信（ふじわら の ためのぶ、承平5年（935年）? - 寛和3年（987年）?）は、平安時代中期の貴族。中納言・藤原文範の子。紫式部の外祖父。官位は従四位下・常陸介。

## 概要
村上天皇に仕え、康保2年（965年）蔵人に任ぜられた。天延元年（969年）越後守に任ぜらるも、2年後には妻の甥である宮道弘氏に越後守を譲っている。ほかに右近衛少将、摂津守を歴任した。
のち、常陸介に任ぜられるが、在任中の寛和3年（987年）正月10日に出家した。

## 官歴
- 康保2年（965年） 日付不詳：蔵人[2]
- 安和元年（968年） 日付不詳：見越後守従五位上[3]
- 時期不詳：従四位下[4]。右馬頭[5]。右近衛少将[5]。摂津守[2]。常陸介[5]
- 寛和3年（987年） 正月10日：出家（常陸介）[1]

## 系譜
『尊卑分脈』による。
- 父：藤原文範
- 母：藤原正茂の娘
- 妻：宮道忠用の娘
  - 男子：藤原理明
- 生母不詳の子女
  - 男子：藤原理方
  - 男子：康延
  - 女子：藤原為時室
    - 夫の藤原為時との間に後の紫式部を産んだ[6]。